# Jacques Godefroy
Jacques Godefroy (Iacubus Gothofredus, 1587. szeptember 13. – 1652. június 23.) svájci jogász és politikus, Denis Godefroy jogtudós fia, nevéhez fűződik a Codex Theodosianus megjelentetése.

## Élete
1587. szeptember 13-án született Genfben, apja Denis Godefroy jogtudós, a genfi egyetem professzora, anyja Denise de Saint Yon voltak. Apja vallása miatt Jaques a kálvinista hitben keresztelkedett meg. Párizsban és Bourgesban tanult jogot, és a Bourges-i egyetemen szerzett doktori fokozatot. 1616-ban tért vissza Genfbe, ahol 1619-ben a genfi egyetem professzora, valamint a városi tanács tagja lett. 1622-ben a sechzigi, majd 1629-ben a kleneini tanács tagja lett. Genf polgármesteri pozícióját több alkalommal is betöltötte (1637, 1641, 1645, 1649), és ezen időszakok alatt többször volt külföldön is tárgyalni. Közéleti szerepvállalása ellenére továbbra is tanított a genfi egyetemen.
Kétszer házasodott meg: 1618-ban Marie Graffarddal, 1640-ben pedig Susanne de Croso-val.

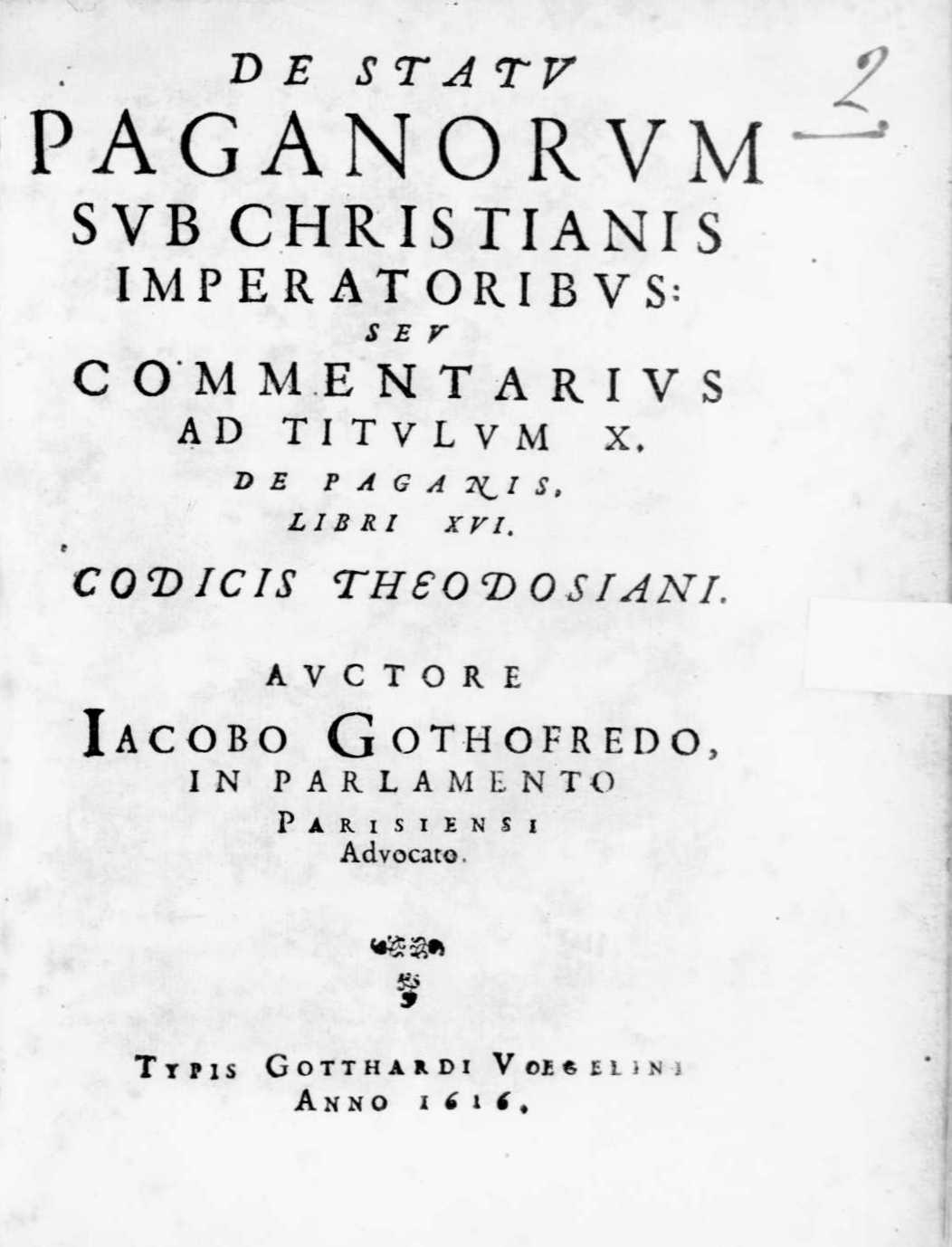
De statu paganorum sub christianis imperatoribus: seu commentarius ad titulum X de paganis libri XVI codicis Theodosiani, 1616